# Serie A 1919 (pallapugno)
La Serie A di pallapugno 1919 è stata il settimo campionato italiano di pallapugno. Si è svolta nell'estate del 1919, terminando il 27 luglio, e la vittoria finale è andata per la prima volta alla squadra di Bra, capitanata da Pierino Bonsignore, al suo primo scudetto.

## Regolamento
Secondo i documenti reperibili le squadre iscritte disputarono cinque incontri di qualificazione e la finale. Tutti gli incontri si svolsero al giardino della cittadella di Torino.

## Squadre partecipanti
Parteciparono al torneo quattro società sportive italiane provenienti dal Piemonte e una dalla Liguria.
| Squadra     | Provenienza | Campionati di Serie A | Risultato 1918               |
| ----------- | ----------- | --------------------- | ---------------------------- |
| Acqui Terme | Piemonte    | Esordio               | -                            |
| Bra         | Piemonte    | 3                     | 3° in Serie A                |
| Sanremo     | Liguria     | 3                     | -                            |
| Torino A    | Piemonte    | 3                     | Campione d'Italia di Serie A |
| Torino B    | Piemonte    | Esordio               | -                            |

## Formazioni
| Squadra     | Battitore           | Spalla         | Terzini                                            |
| ----------- | ------------------- | -------------- | -------------------------------------------------- |
| Acqui Terme | Maggiorino Bistolfi | Aresca         | Marcello Bertonasco, G. Solferino, Quinto Depetris |
| Bra         | Pierino Bonsignore  | Cicco Delpiano | Raimondo, Alocco                                   |
| Sanremo     | Milin Panizzi       | Bruzzone       | ?                                                  |
| Torino A    | Domenico Gay        | Maccagno       | Marasso, Delponte                                  |
| Torino B    | Cocito              | Michelotti     | ?                                                  |

## Torneo

### Qualificazioni
| Bra - Sanremo      | 11 - 8 |
| Bra - Acqui        | 11 - 9 |
| Acqui - Torino A   | 11 - 7 |
| Bra - Torino B     | 11 - 6 |
| Torino A - Sanremo | 11 - 8 |

### Finale
| Bra - Torino A | 11 - 7 |

## Verdetti
- Bra Campione d'Italia 1919 (1º titolo)